# Pit bike
Una pit bike es una moto de pequeña estatura utilizada para moverse por los boxes de todo tipo de carreras (automovilismo, motociclismo, camiones, etc.). Han evolucionado de tal manera que se encuentran multitud de modelos, tamaños, motorizaciones y características distintas dependiendo del uso que vayan a darle sus pilotos.
Estas minimotos se pueden dividir en dos grandes grupos: pitmotard (minimotos de asfalto) y pit cross (minimotos de cross).
En minimotard se utilizan principalmente los modelos de pit bike basados en el chasis tradicional tipo SDG de dimensiones más pequeñas que los denominados mid-size utilizados en pit cross. Las minimotard utilizadas generalmente en competición se dotan de motores de entre 140 cc y 190 cc. Actualmente hay nuevas generaciones de chasis tipo mid sizes y de aluminio, estos últimos para conseguir reducir el peso de la pit bike. 
Por otro lado, en pit cross resulta más útil la utilización de los chasis mid-size que se distinguen principalmente en que dotan a la moto de menor altura en el asiento y mayor comodidad para el piloto, permitiendo también montar en la moto unas mejores suspensiones, aspecto fundamental a la hora de afrontar un salto. Generalmente se utilizan neumáticos de cross con llanta 14″ delantera y 12″ trasera, aunque cada vez más se usan llantas 17” delantera y 14” trasera, para conseguir más altura y mayor tracción. Para este tipo de pitbikes existen multitud de motorizaciones y configuraciones disponibles.